# Liga Nacional de Fútbol Profesional
Die Liga Nacional de Fútbol Profesional (LFP), auch LALIGA genannt und bis zur Saison 2015/16 als Liga de Fútbol Profesional (LFP) bekannt, ist ein spanischer Sportverband, der aus den Vereinen und Sportaktiengesellschaften besteht, die Teilnehmer an den professionellen Ligen im spanischen Männerfußball sind, nämlich der Primera División und der Segunda División. Aus Sponsoringgründen wurden diese ab der Saison 2023/24 als LALIGA EA SPORTS und LALIGA HYPERMOTION bezeichnet. Ihre Hauptfunktion besteht (neben der Wahrnehmung der Interessen ihrer Mitglieder) in der Organisation der Nationalen Fußballmeisterschaft in der Profikategorie (Primera und Segunda División) in Abstimmung mit der Real Federación Española de Fútbol (RFEF).

## Allgemeines
Die LFP wurde 1984 gegründet und ist Teil der Real Federación Española de Fútbol, hat jedoch eine eigene Rechtspersönlichkeit und genießt Autonomie in ihrer Funktionsweise. Das heißt, sie kann unabhängig von der RFEF rechtliche Handlungen vornehmen, wie zum Beispiel Verträge abschließen, klagen oder verklagt werden, und besitzt eine eigene Verantwortlichkeit und Entscheidungsgewalt in rechtlichen und geschäftlichen Angelegenheiten. Ihr Präsident ist der spanisch-kostarikanische Anwalt Javier Tebas.
Ihr Hauptsitz befindet sich in Madrid, Spanien. Zudem ist sie in 55 Ländern mit 11 Büros und 46 Delegierten vertreten. Die Vereinigung entwickelt den Großteil ihrer sozialen Aktivitäten über die Fundación LaLiga. Zu den Hauptaufgaben von LaLiga gehören die Organisation von Profifußballwettbewerben, die wirtschaftliche Kontrolle, der zentrale Verkauf der audiovisuellen Rechte und eine Strategie der Internationalisierung und technologischen Führung.
Mit 23 weiteren nationalen Profiliga-Verbänden ist die LFP Gründungsmitglied des im Februar 2016 in Zürich gegründeten World Leagues Forum, dessen Ziel es unter anderem ist, die Interessen der Profiligen zentral zu bündeln und deren gemeinsame Ansichten vor der FIFA sowie weiteren Institutionen aus Sport und Politik zu vertreten.

## Geschichte
Die ersten Anfänge der aktuellen Liga gehen auf das erste Drittel des 20. Jahrhunderts zurück, als die spanische Meisterschaft und die anschließende Nationalliga-Meisterschaft ausgetragen wurden, die bis 1984 vom Königlich Spanischen Fußballverband organisiert wurden.
In der Saison 1928/29 erklärte sich der FC Barcelona als erste Mannschaft zum Meister der First Division, an der zehn Mannschaften teilnahmen (Athletic Bilbao, Arenas Club de Guecho, Real Madrid, Real Sociedad San Sebastián, Real Unión Irún, Atlético Madrid, Real Club Deportivo de La Coruña, Deportivo Europa und Real Santander Racing Club). In der ebenfalls ab der Saison 1928–29 ausgetragenen Segunda División nahmen Sevilla FC, Iberia SC, Deportivo Alavés, Real Sporting de Gijón, Valencia FC, Real Betis Balompié, Real Oviedo FC, Real Club Celta, RC Deportivo de La Coruña und Racing Club de Madrid teil. Im Gruppe B spielten Cultural y Deportiva Leonesa, Real Murcia FC, CD Castellón, RS Gimnástica de Torrelavega, Zaragoza CD, Real Valladolid Deportivo, CA Osasuna, Tolosa CF, Barakaldo CF und Cartagena FC.

### Gründung
Am 14. Juli 1983 genehmigte die außerordentliche Versammlung der Real Federación Española de Fútbol die Gründung der Liga de Fútbol Profesional. Das erste Exekutivkomitee der Liga trat am 30. Dezember 1983 im Hauptsitz der Real Federación Española de Fútbol zusammen, und am 26. Juli 1984 wurden die Statuten genehmigt, wodurch die Liga Nacional de Fútbol Profesional offiziell gegründet wurde. Die Statuten wurden 2019 vom Consejo Superior de Deportes geändert und genehmigt.
Der erste Vorstand setzte sich aus den folgenden Präsidenten von Profiklubs zusammen:
- Manuel Vega-Arango Alvaré (Real Sporting de Gijón), Präsident
- Gerardo Martínez Retamero (Real Betis Balompié), Beisitzer
- Antonio Pérez Gascón (Club Deportivo Málaga), Beisitzer
- Antonio Baró Armengol (Real Club Deportivo Español), Beisitzer
- José de Aguilar Hernández (Unión Deportiva Las Palmas), Beisitzer
- Jesús Corzo Sierra (Real Club Deportivo de La Coruña), Beisitzer
- Manuel Toledano Núñez (Club Deportivo Puertollano), Beisitzer

Als Generalsekretär wurde Jesús Samper Vidal eingestellt, der die erste wirtschaftliche und administrative Struktur organisierte und die ersten Statuten erarbeitete, die 1984 genehmigt wurden. Nach der Genehmigung dieser Statuten wurde die Liga Nacional de Fútbol Profesional offiziell am 26. Juli 1984 gegründet.
1987 wurde Antonio Fidalgo Fernández als Direktor für Außenbeziehungen eingestellt, und 1991 Pedro Tomás Marqués als Geschäftsführer sowie Carlos del Campo Colás als juristischer Berater.
Am 11. Dezember 1984 trat Antonio Baró Armengol die Nachfolge von Manuel Vega-Arango als Präsident an, ein Amt, das er bis zu seinem Tod am 11. Februar 2001 innehatte. Nach seinem Tod fanden Präsidentschaftswahlen statt, die von Pedro Tomás Marqués gewonnen wurden.
Ohne sein Mandat zu beenden, trat Tomás 2004 von seinem Amt zurück, und am 9. Juni 2004 übernahm José Luis Astiazarán, der Erste Vizepräsident der Liga und Präsident von Real Sociedad de Fútbol, kommissarisch die Präsidentschaft. Ein Jahr später trat Astiazarán vor der Einberufung von Neuwahlen von seinem Posten zurück. Am 22. Juni 2005 wurde er als kommissarischer Präsident durch Guillermo Cabello Valero ersetzt, den Zweiten Vizepräsidenten der Liga und Präsidenten des Terrassa FC. Der Abstieg dieses Clubs in die Segunda División B zwang Cabello jedoch dazu, die kommissarische Präsidentschaft an Carlos del Campo Colás, den Generalsekretär der Liga Nacional de Fútbol Profesional, abzugeben. Schließlich fanden am 15. Juli 2005 Wahlen statt, bei denen José Luis Astiazarán mit der Unterstützung von 39 der 42 Mitgliedsclubs der Liga zum neuen Präsidenten gewählt wurde.
Am 14. April 2009 trat Astiazarán zurück, um Neuwahlen vorzeitig anzusetzen, und die beiden Vizepräsidenten Javier Tebas und Jaime Barriuso sowie der Generalsekretär Carlos del Campo übernahmen kommissarisch die Präsidentschaft. Am 27. April 2009 wurde Astiazarán als einziger Kandidat wiedergewählt. Am 26. April 2013 wurde er von Javier Tebas abgelöst, der der einzige Kandidat für die folgende Amtszeit war. Am 11. Oktober 2016 wurde Tebas mit der Unterstützung von 37 der 42 stimmberechtigten Vereine für eine zweite Amtszeit wiedergewählt. Ende 2019 wurde er für eine dritte Amtszeit bis 2024 wiedergewählt. Tebas' Amtszeit seit seiner Amtsübernahme 2013 ist durch wirtschaftliche Kontrolle, zentralisierten Verkauf der audiovisuellen Rechte sowie eine Strategie der Internationalisierung und technologischen Führung geprägt.

### Bisherige Präsidenten
| Name                            | Periode   |
| ------------------------------- | --------- |
| Manuel Vega-Arango              | 1983–1984 |
| Antonio Baró                    | 1984–2001 |
| Pedro Tomás                     | 2001–2004 |
| José Luis Astiazarán (interino) | 2004–2005 |
| Guillermo Cabello (interino)    | 2005      |
| Carlos del Campo (interino)     | 2005      |
| José Luis Astiazarán            | 2005–2013 |
| Javier Tebas                    | seit 2013 |

## Vermarktung

### Namen und Namensrechte

#### LFP
In den ersten Satzungen, die 1984 genehmigt wurden, wurde die Organisation offiziell als Liga Nacional de Fútbol Profesional bezeichnet, obwohl sie in den Medien und unter den Fans informell als LALIGA oder Liga de Fútbol Profesiona verkürzt wurde und häufig auch das Akronym LFP verwendet wurde. In der Saison 1996/97 begann die Liga in den Medien als Liga de las Estrellas bekannt zu werden. Die wirtschaftliche Blütezeit, die Umwandlung der Vereine in Aktiengesellschaften, der Verkauf der Fernsehrechte und das Bosman-Urteil – das eine größere Mobilität von Spielern aus der Europäischen Union ermöglichte (und auch ausländischen Spielern aus Südamerika oder Afrika) – zogen die besten ausländischen Fußballer an und führten zum endgültigen Aufschwung des spanischen Fußballs. Gleichzeitig wurde weiterhin häufig der Begriff Liga de Fútbol Profesional verwendet, obwohl dies nicht der offizielle Name war. Diese informelle Bezeichnung, die unter den spanischen Medien kein größeres Problem darstellte, begann Schwierigkeiten zu bereiten, da sie denselben Namen und dasselbe Akronym wie die französische Liga Ligue de Football Professionnel (LFP) hatte.

#### Liga BBVA (2008–2016)
Der erste Sponsoringvertrag wurde mit der BBVA (Banco Bilbao Vizcaya Argentaria) abgeschlossen. Ab 2008 war die Bezeichnung der Primera División eng mit BBVA verbunden und wurde als Liga BBVA bezeichnet, während die Segunda División als Liga Adelante bekannt war. Dieser Vertrag mit der BBVA lief bis zur Saison 2015/16.

#### Banco Santander (LaLiga 1,2,3 | LaLiga SmartBank)
Am 21. Juli 2016 wurde für einen Zeitraum von drei Spielzeiten ein Sponsoringvertrag mit Banco Santander unterzeichnet. Die Liga erlangte ihre Unabhängigkeit zurück und wurde seitdem als LaLiga bezeichnet, wobei ihre Corporate Identity verfeinert wurde. Die Sponsoringvereinbarung mit Banco Santander führte zu neuen Namen für ihre Hauptwettbewerbe. Die Primera División wurde als LaLiga Santander bekannt und die Segunda División als LaLiga 1,2,3. Die Bezeichnung der Segunda División wurde im August 2019 erneut geändert und heißt seitdem LaLiga SmartBank.

#### LaLiga EA Sports / LaLiga Hypermotion
Nach der Sponsoringvereinbarung mit Electronic Arts im Jahr 2022 wurden mit LALIGA EA SPORTS und LALIGA HYPERMOTION die Bezeichnungen für die Primera und Segunda División ab der Saison 2023/24 und für die nächsten vier Spielzeiten übernommen.

### Audiovisuelle Rechte
Durch die gemeinsame Vermarktung der audiovisuellen Rechte der Vereine und Sportaktiengesellschaften der ersten und zweiten Liga wurde auch der Fortschritt und die Festigung von LaLiga erreicht. Der zentralisierte Verkauf der audiovisuellen Rechte, die Hauptquelle der Einnahmen der Vereine, wurde am 14. Mai 2015 im Congreso de los Diputados genehmigt. Die rechtliche Ausgestaltung erfolgte durch den Königlichen Erlass 5/2015.

## Wirtschaftsmanagement

### Säuberung und wirtschaftlichen Kontrolle
Ab 2013 begann ein Prozess der Säuberung und wirtschaftlichen Kontrolle aufgrund der dramatischen wirtschaftlichen Situation, in der sich die meisten Vereine befanden. In der Versammlung am 21. Mai 2014 genehmigten die Vereine die Verordnung zur wirtschaftlichen Kontrolle der Vereine und Sportaktiengesellschaften, die der Liga Nacional de Fútbol Profesional angehören, durch die sie sich strengere Regeln auferlegten als von der UEFA gefordert und die wirtschaftliche Kontrolle sowie die Überwachung der Vereine durch La Liga etablierten.
Seitdem begannen die Vereine und Sportaktiengesellschaften einen Prozess, durch den sie die Zahlungsrückstände an Spieler einstellten und Schulden bei der staatlichen Steuerbehörde (AEAT) und der Sozialversicherung reduzierten. Dies führte zu größerer finanzieller Stabilität und einem fairen Wettbewerb zwischen den Vereinen, wodurch finanzielles Doping vermieden wurde.

### Sozioökonomische Auswirkungen
Die wirtschaftliche Aktivität, die durch LaLiga generiert wird, stellt einen strategischen Sektor dar: Laut einer Studie von Price Waterhouse Coopers (PwC) aus dem Jahr 2018 erwirtschaftete LaLiga in der Saison 2016/17 15.688 Millionen Euro Umsatz, was 1,37 % des BIP entspricht, und schuf 185.000 direkte und indirekte Arbeitsplätze.
Gemäß der PwC-Studie hat sich der wirtschaftliche Einfluss der professionellen Fußballindustrie von der Saison 2012/13 auf die Saison 2016/17 verdoppelt. In der Saison 2012/13 betrug der wirtschaftliche Beitrag 7.600 Millionen Euro und machte 0,75 % des BIP aus. Die Beschäftigungswirkung stieg in diesem Zeitraum um 28 % (von 140.000 Arbeitsplätzen auf 184.600) und die Steuereinnahmen um 41 %, von 2.995 Millionen Euro auf 4.089 Millionen Euro.
Der Fußball dient als Einnahmequelle für andere Unternehmen, die den Sport als Hebel für ihre Geschäftsaktivitäten nutzen. Der „Traktor-Effekt“ zeigt, dass von den insgesamt 2.398 Millionen Euro, die die Fans am Spieltag ausgaben, 1.072 Millionen Euro im Stadion, 1.226 Millionen Euro in Bars und 100 Millionen Euro im Tourismus verwendet wurden. Weitere Ausgaben entfielen auf 561 Millionen Euro für Pay-TV, 561 Millionen Euro für Medien, 261 Millionen Euro für Wetten und 217 Millionen Euro für Videospiele.
Für jeden Euro Umsatz in LaLiga wurden 4,2 Euro in anderen Bereichen generiert, und jeder Arbeitsplatz in der Liga schuf weitere vier in anderen Sektoren. Bezüglich der Steuerbeiträge trug die professionelle Fußballindustrie 4.089 Millionen Euro zu den öffentlichen Kassen in Spanien bei.
| Saison  | Besucher   |         |
| ------- | ---------- | ------- |
| 2013/14 | 13.116.414 | ▲3,47 % |
| 2014/15 | 13.669.664 | ▲4,22 % |
| 2015/16 | 14.014.099 | ▲2,52 % |
| 2016/17 | 14.051.405 | ▲0,27 % |
| 2017/18 | 14.273.818 | ▲1,58 % |
| 2018/19 | 14.812.356 | ▲3,77 % |
| 2019/20 | 11.076.913 |         |

Quelle: LaLiga.com
Gemäß dem Wirtschafts- und Finanzbericht der Saison 2019/20, der die erste Saison war, die von der COVID-19-Pandemie und den damit verbundenen Einschränkungen betroffen war, zeigte der spanische Fußball seine Stärke und Nachhaltigkeit, indem er trotz des Pandemieeinflusses erstmals Einnahmen von über 5 Milliarden Euro erzielte. LaLiga war die einzige der großen Ligen, die einen positiven Nettogewinn verbuchen konnte (77 Millionen Euro) und pro Kopf die höchsten Einnahmen generierte. Dies war möglich dank der Verantwortung, die die spanischen Vereine bei der Ausgabenkontrolle zeigten.

### Einnahmen
| Saison  | Einnahmen   |
| ------- | ----------- |
| 2013/14 | 2,69 Mrd. € |
| 2014/15 | 2,87 Mrd. € |
| 2015/16 | 3,21 Mrd. € |
| 2016/17 | 3,71 Mrd. € |
| 2017/18 | 4,43 Mrd. € |
| 2018/19 | 4,87 Mrd. € |
| 2019/20 | 5,05 Mrd. € |
| 2020/21 | 3,82 Mrd. € |

Quelle: LaLiga.com
Im Jahr 2021 trug LaLiga mehr als 125 Millionen Euro zur Förderung des nicht-professionellen Fußballs und anderer Sportarten bei. Von diesem Betrag erhielt die RFEF 52 % (65,6 Millionen Euro), das CSD 39,5 % (48,8 Millionen Euro) und die Spielergewerkschaften 8,9 % (11,3 Millionen Euro). Dies bedeutete eine Steigerung um 13 % gegenüber der Saison 19/20 und eine Steigerung um 202 % gegenüber der Saison 2014/15.

## LaLiga Impulso
Im August 2021 stimmte LaLiga der Gründung eines Holdings und gemeinsamer Konten mit dem Risikokapitalfonds CVC Capital Partners zu. Der Fonds stellte 2,7 Milliarden Euro zur Verfügung im Austausch für 10,95 % der durch die kommerzielle Verwertung der verschiedenen Produkte von LaLiga generierten Gewinne, die von den Vereinen innerhalb von 50 Jahren zurückgezahlt werden sollen. Das Projekt wurde LaLiga Impulso genannt.
Die Vereinigung der Vereine genehmigte die Gründung von LALIGA Impulso, einem Projekt zur Schaffung eines Unternehmens, das von der Risikokapitalgesellschaft CVC Capital Partners unterstützt wird, um die kommerzielle Nutzung der verschiedenen Produkte von LaLiga voranzutreiben. Dabei handelt es sich nicht um einen Verkauf von Rechten oder um eine Finanzierung oder Rettung, sondern um eine Beteiligung, bei der der Fonds das unternehmerische Risiko trägt, abhängig von der Entwicklung des Geschäfts, ohne Garantie auf Rückzahlung eines bestimmten Betrags. Mit dieser Kapitalspritze strebte LaLiga an, vom Modell eines einzelnen Produkts, das fast ausschließlich auf Spiele und den Verkauf der audiovisuellen Rechte basiert, zu einem multi-produktiven / multi-erlebnisorientierten Modell mit direkter Faninteraktion zu wechseln, das auf Technologie, digitale und analytische Fähigkeiten basiert. Diese Kapitalspritze ermöglicht eine Neupositionierung von LaLiga als globales Unternehmen für digitale Unterhaltung.
LaLiga Impulso wurde einstimmig von den Vereinen in der Delegierten Kommission am 4. August 2021 genehmigt und von einer Mehrheit von 39 Clubs (von insgesamt 42) am 12. August gebilligt. Bei dieser Versammlung stimmten Real Madrid, FC Barcelona, Athletic Bilbao und Real Oviedo dagegen, obwohl Real Oviedo einige Tage später dem Abkommen beitrat, um ihr Sportprojekt zu sichern. Die anderen drei Vereine lehnten die Vereinbarung ab und bezeichneten sie als „offensichtlich unregelmäßig und respektlos gegenüber den minimalen erforderlichen Garantien, insbesondere bei einer Operation von solcher Tragweite und Dauer“. Trotzdem zog sich der FC Barcelona im Juni 2023 aus der Klage gegen LaLiga und die Clubs zurück, wobei nur noch Real Madrid und Athletic Bilbao als einzige Gegner des Abkommens verblieben.
Das Abkommen zwischen CVC und LaLiga sieht vor, dass einige Clubs sich nicht sofort beteiligen oder später beitreten können, wobei die entsprechenden Beträge dieser Clubs von der anfänglichen Summe abgezogen werden. Nachdem die oben genannten Clubs nicht einbezogen wurden, wurde der endgültige Betrag auf 1.994 Millionen Euro festgelegt, im Austausch für eine Beteiligung von 8,2 % an den Gewinnen aus der kommerziellen Nutzung. Im August 2022 schlossen sich alle neu aufgestiegenen Clubs in LaLiga (Albacete BP, FC Andorra, Real Racing Club und Villarreal B) LaLiga Impulso an.
Was die Verwendung der Gelder durch die Vereine betrifft, müssen 70 % in Infrastruktur investiert werden, 15 % zur Tilgung von Schulden und die übrigen 15 % zur Erhöhung der Gehaltsobergrenze für Spieler in den ersten drei Jahren. Mit dem größeren Betrag sollen die Vereine ihn in strategische Bereiche investieren: Sportstrategie, Infrastruktur, internationale Entwicklung, Marken- und Produktentwicklung, Kommunikationsstrategie, Innovationsplan, Technologie und Daten sowie Inhaltsentwicklungsplan für digitale Plattformen und soziale Medien. Zusätzlich werden 107,2 Millionen Euro der Spanischen Fußballföderation – die sich gegen die Operation ausgesprochen hat – und dem Obersten Sportrat zugewiesen, die dem Frauenfußball, dem halbprofessionellen und Amateurfußball gewidmet werden sollen. Die übrigen 100 Millionen Euro sind für Investitionen von LaLiga vorgesehen.
CVC bewertete LaLiga mit 24.250 Millionen Euro, was dem 15,1-fachen ihres EBITDA für 2019–20 entspricht. Diese Bewertung wurde von der Bank Rothschild als angemessen zertifiziert.
CVC Capital Partners hat sich als eine der aktivsten Firmen in der Sportindustrie erwiesen, mit über 25 Jahren Erfahrung in internationalen Wettbewerben wie Rugby, Volleyball, Tennis, MotoGP und Formel 1 sowie Partnerschaften mit Technologieunternehmen. Obwohl die meisten ihrer Operationen auf Risikokapital und den Kauf von Schulden ausgerichtet sind, suchen sie auch nach Möglichkeiten in Branchen oder Unternehmen mit Wachstumspotenzial, um langfristig großes Potenzial und hohe Renditen zu realisieren. In den eigenen Worten der Firma: „Wir kaufen Unternehmen in Zusammenarbeit mit ihren Managementteams und unterstützen sie bei der Entwicklung ihrer Entwicklungspläne, um mittelfristig nachhaltigen Wert zu schaffen.“
Der strategische Plan der Firma sieht vor, ihre Investition innerhalb von fünf bis zehn Jahren zurückzugewinnen, um dann Platz für einen anderen Investor zu machen. Mit dem Ziel, den Wettbewerb durch das Wachstum der Marken der Teams zu stärken, müssen die Vereine ein strategisches Programm entwerfen – das sie der Liga vorlegen müssen –, um das erhaltene Geld für ihre institutionelle und sportliche Entwicklung einzusetzen und so zur Gesamtentwicklung der Liga beizutragen.

## Internationale Expansion
Das wachsende Interesse am spanischen Fußball hat die globale Expansion der Liga Nacional de Fútbol Profesional vorangetrieben, die auf drei grundlegenden Säulen basiert: den internationalen Büros, dem Global Network und den Joint Ventures, die an verschiedenen Orten der Welt gegründet wurden. Die 13 internationalen Büros befinden sich in Belgien (Brüssel), China (Shanghai und Peking), Südafrika (Johannesburg), den Vereinigten Staaten (New York), den Vereinigten Arabischen Emiraten (Dubai), Indien (Neu-Delhi), Nigeria (Lagos), Mexiko (Mexiko-Stadt), Singapur (Singapur), dem Vereinigten Königreich (London) sowie Spanien (Madrid und Barcelona).
Die 44 Delegierten sind Teil des LaLiga Global Network und sind in 41 Ländern vertreten. Unter den Joint Ventures befindet sich LaLiga North America, in Partnerschaft mit RELEVENT, um den spanischen Fußball in den Vereinigten Staaten zu etablieren.
LaLiga wurde bei den WFS Industry Awards 2019 für die beste Internationalisierungsstrategie ausgezeichnet. Im Jahr 2020 erhielt LaLiga den Titel des Ehrenbotschafters der Marke Spanien in der Kategorie Internationale Beziehungen „für ihren Beitrag zur Verbreitung eines positiven Bildes von Spanien weltweit durch Fußball“ und „für ihre Unterstützung bei der Internationalisierung spanischer Unternehmen und Sportler“.

## Technologische Bereitstellung

### Digitalisierung
Die fortschreitende Digitalisierung der Gesellschaft hat sich auch im spanischen Profifußball niedergeschlagen, um das audiovisuelle Produkt zu verbessern und seine multimediale Entwicklung voranzutreiben. LaLiga verfügt über ein digitales Ökosystem, das auf drei Säulen basiert: Kanäle, Dienstleistungen und Daten, die die Interaktion zwischen den Vereinen und den Fans ermöglichen. Über das Webportal, die mobilen Apps und LaLigaSportsTV, die Anfang 2019 gestartete OTT-Plattform (Internet-TV-Plattform), wird die Teilnahme der Fans gefördert, die mit all diesen Geräten interagieren. Diese Dienstleistungen beschleunigen und erleichtern auch den Zugang der Fans. Alle durch diese Interaktion generierten Daten werden anschließend genutzt, um die Inhalte zu personalisieren und die Möglichkeiten aller Kanäle dieses Ökosystems auszuschöpfen.
Daten sind zu einem wesentlichen Bestandteil der Strategie von LaLiga geworden, mit dem Ziel, alle notwendigen Informationen zu zentralisieren, zu organisieren, aufzubereiten und bereitzustellen, damit Entscheidungsprozesse effektiv durchgeführt werden können. Verschiedene technologische Werkzeuge und Anwendungen, die auf künstlicher Intelligenz basieren, wurden in die Vereine integriert. Diese dienen unter anderem dazu, Spielmanipulationen zu erkennen und bei der Festlegung von Spielzeiten zu helfen, um die Stadionbesuche und Zuschauerzahlen zu optimieren.

### Audiovisuelle Produktion
Die wichtigsten Spiele jeder Runde werden mit dem 4K-HDR-System (High Dynamic Range oder Hochdynamikbereich) mit 20 HDR-Kameras aufgenommen, und bei besonderen Spielen (wie El Clásico oder Endspiele) werden 30 Kameras eingesetzt. Seit der Saison 2017/18 verfügen alle Stadien über eine taktische Kamera, die das Spiel automatisch verfolgt und den Analysten der Teams eine Live-Taktikaufnahme liefert. Außerdem gibt es eine Luftkamera, die in 21 Metern Höhe über dem Spielfeld positioniert ist, und 38 Ultra-High-Definition-Kameras rund um die Stadien, um volumetrische 360°-Videoclips zu erstellen und Wiederholungen jeder Spielszene aus allen Blickwinkeln zu rekonstruieren. Darüber hinaus wird die Replay 360-Technologie eingesetzt, um virtuelle Grafiken in die Live-Übertragungen zu integrieren.

### Technologische Werkzeuge
Künstliche Intelligenz, die Fülle an Daten und der Einsatz bestimmter Werkzeuge erleichtern den Vereinen die Entscheidungsfindung in speziellen Fragen.
Mit Mediacoach haben die 42 Vereine der ersten und zweiten Liga Zugriff auf Informationen, Statistiken und Analysen (bereitgestellt durch GPS-Kameras, die jeden Spieler verfolgen) über die Leistung der Spieler, was ihnen die Analyse des Spiels sowie der technischen, taktischen und physischen Aktionen ermöglicht, die während eines Spiels auftreten.
Die Spieler nutzen die Players APP, eine exklusive Anwendung für die Spieler von LaLiga, die in Zusammenarbeit mit der Zeitschrift Club del Deportista entwickelt wurde. Sie enthält Informationen aus Mediacoach und bietet nach jedem Spiel personalisierte Informationen für jeden Spieler.
Calendar Selector ist ein von LaLiga entwickeltes Tool, um Spielzeiten zu ermitteln, die die Zuschauerzahlen im Stadion und die Einschaltquoten optimieren. Dafür wurde ein Algorithmus entwickelt, der Dutzende historischer Variablen wie Zeiten, Zuschauerzahlen, Stadionbesuche und Ranglisten nutzt, um die optimalsten Entscheidungen bezüglich der Spielzeiten zu treffen.
Sunlight Broadcasting Planning: Alle Stadien von LaLiga wurden in 3D mit höchster Detailgenauigkeit modelliert. Durch die Eingabe eines bestimmten Datums und einer bestimmten Uhrzeit in die Software liefert das Programm genaue Informationen darüber, wie die Sonneneinstrahlung, das Licht, die Schatten, die Reflexionen usw. sein werden und schätzt so die Auswirkungen auf die Zuschauer und die Fernsehkameras ein. Dies trägt ebenfalls zu einer besseren Auswahl der Spielzeiten bei.

### Apps & Spiele
Die Anwendungen oder Apps von LaLiga hatten im Oktober 2021 mehr als 116 Millionen Downloads, von denen 80 % aus dem Ausland stammten. Zu den von LaLiga entwickelten Apps gehören: Offizielle LaLiga-App, Quiniela, Club-Apps (implementiert in 23 LaLiga-Vereinen), LaLiga Fantasy, Head Football, Tiny Striker LaLiga, LaLiga Top Cards, LaLiga Bildungs-Spiele und Sprachassistenten (Google, Cortana, Skype, Samsung Bixby, Movistar Home).
In der Saison 2017/18 betrat LaLiga die Welt der virtuellen Sportarten oder Esports. In der Saison 2019/20 fand die eLaLiga Santander statt, die Teil der offiziellen EA Sports FIFA 20 Global Series in Spanien ist, mit der Teilnahme von 33 Vereinen der LaLiga Santander und LaLiga SmartBank.

### Soziale Netzwerke
LaLiga überschritt im Juni 2023 die Marke von 200 Millionen Followern auf ihren verschiedenen sozialen Plattformen (in der Saison 2013–14 waren es nur 3,9 Millionen).
Sie haben 22 Profile auf 16 verschiedenen Kanälen: Facebook, Twitter (LaLiga, LaLigaEN, LaLigaArab, LaLigaBRA, LaLigaFRA, LaLigaJP, LaLigaID, LaLigaTH, LaLigaSports, eSportsLaLiga, Fundación LaLiga), Line (3 Profile), Instagram und Facebook (2 Profile), YouTube, TikTok (2 Profile), vier Netzwerke in China (Weibo, WeChat, Douyin, Toutiao); zwei Netzwerke in Russland (OK, VK); Line (drei Konten: Japan, Thailand und Indonesien).
Ihr Publikum ist global und verteilt sich auf die ganze Welt. Spanien ist das Land mit den meisten Followern (7 Millionen), gefolgt von Indonesien (über 5,2 Millionen), Indien (über 5,1 Millionen), Mexiko (über 5 Millionen), Brasilien (über 4,7 Millionen) sowie China und Ägypten (jeweils über 4 Millionen).
Mit all diesen Nutzern kommuniziert LaLiga in zwanzig Sprachen. Neben Spanisch sind dies Englisch, Französisch, Portugiesisch, Arabisch, Chinesisch, Japanisch, Hindi, Hinglish, Bengalisch, Türkisch, Thailändisch, Bahasa, Russisch, Hebräisch, Vietnamesisch, Lingala, Wolof, Suaheli und Pidgin-Englisch.

## Maßnahmen gegen Rassismus, Gewalt, Betrug und Piraterie
Zu den Zielen, die sich LaLiga gesetzt hat, gehört es, Gewalt, Fremdenfeindlichkeit und Rassismus, potenzielle Spielmanipulationen und audiovisuelle Piraterie zu verhindern.
Im Dezember 2023 wurden die verschiedenen Maßnahmen zur Vermeidung jeglicher Form von Hass im Profifußball unter der Plattform LALIGAVS zusammengefasst. LaLiga hat gemeinsam mit den Vereinen mehr als 700 Initiativen zur Aufklärung, Prävention und zum Handeln ins Leben gerufen. Außerdem wurde der Monitor für die Beobachtung von Hass im Sport (MOOD) geschaffen, um die Wirksamkeit und den Erfolg ihrer Strategien unter den Fans zu messen.
Rassistische Verhaltensweisen werden nach jedem Spieltag vor der spanischen Justiz, der Staatlichen Kommission gegen Gewalt, Rassismus, Fremdenfeindlichkeit und Intoleranz im Sport und dem Königlichen Spanischen Fußballverband (RFEF) angezeigt. Die Abteilungen Recht und Integrität und Sicherheit von LaLiga wenden ein System zur Prävention, Erkennung und Anzeige an. LaLiga tritt auch als Ankläger in jedem Strafverfahren im Zusammenhang mit Gewalt und Rassismus im Fußball auf. Um die Identifizierung solcher Verhaltensweisen zu beschleunigen, hat die Institution die E-Mail-Adresse und den Telegram-Kanal eingerichtet; zudem gibt es einen Meldekanal auf ihrer Website.
Wöchentlich wird ein Bericht/Anzeige mit Gesängen, die zu Gewalt aufrufen oder beleidigende Inhalte haben, erstellt und an die RFEF und die Kommission Antiviolencia gesendet. Diese sind die einzigen Verantwortlichen für die Verhängung von Sanktionen.
Was die Spielmanipulationen betrifft, werden neben den technologischen Hilfsmitteln auch Vorträge über Integrität und Sicherheit für alle Spieler beider Ligen gehalten. Technologisch werden alle Wettbüros weltweit überwacht und abnormale Verhaltensmuster analysiert. Wenn etwas Verdächtiges gefunden wird, wird dies der Polizei und den Justizbehörden übergeben. Um gegen Spielmanipulationen zu kämpfen und diese technologisch vorhersagen zu können, wurden interne Werkzeuge wie Tyche 3.0 in die Vereine integriert. Es gab gerichtliche Fälle, die aufgrund von Anzeigen von LaLiga entstanden, wie die Operation Oikos.
In Bezug auf audiovisuelle Piraterie verfügt LaLiga über eine spezielle Anti-Piraterie-Abteilung, die mit anderen europäischen Ligen zusammenarbeitet, rechtliche und Lobbyarbeit fördert und institutionelle Beziehungen pflegt, um eine Gesetzgebung zu unterstützen, die diese verfolgt (sowohl in Spanien als auch im Ausland). Die digitalen Werkzeuge zur Verfolgung der Piraterie, darunter das Programm Marauder, wurden dem spanischen Kulturministerium überlassen, das damit bedeutende Fortschritte zur Verhinderung von Betrug und Verstößen gegen das Urheberrecht erzielte.

## Unterstützung für Sport und Gesellschaft

### LaLiga Sports
LaLigaSports entstand 2016 im Zuge der Verpflichtungen, die nach der Verabschiedung des Königlichen Dekrets 5/2015 eingegangen wurden, und dient als Vehikel zur Unterstützung anderer spanischer Sportarten (außer Fußball) und zur Förderung der Sportindustrie. Es besteht aus 64 Verbänden und erhält 1 % der Einnahmen aus dem Verkauf der audiovisuellen Rechte am Fußball. Zu seinen Zielen gehört es, die Sozialversicherung von Spitzensportlern dieser anderen Sportarten zu finanzieren sowie die Teilnahme an internationalen Wettbewerben zu unterstützen. Die bereitgestellten Mittel, 1 % der audiovisuellen Rechte, werden vom Obersten Rat für Sport verwaltet, der in der Saison 2018–19 13.350.000 € in drei Posten aufteilte: Sozialversicherung, Stipendien und internationale Wettbewerbe.

### LaLiga SportsTV
Anfang 2019 wurde die Plattform LaLigaSportsTV gestartet, ein OTT-Dienst (over-the-top) oder eine Internet-TV-Plattform (ähnlich wie Netflix), die eine Vielzahl spanischer Sportwettbewerbe live anbietet. Neben dem Fußball werden auch andere Sportarten mit geringerer Medienpräsenz abgedeckt. Über diese Plattform werden die Wettbewerbe im Streaming-Verfahren ausgestrahlt, sodass jeder darauf zugreifen kann, wobei es sowohl kostenlose als auch kostenpflichtige Inhalte gibt.
Im Bereich Fußball bietet die Plattform kostenpflichtigen Zugang zu den Spielen der LaLiga Hypermotion (Zweite Liga), während andere Sportarten größtenteils kostenlos verfügbar sind (mit wenigen Ausnahmen). Spiele der Primera División können jedoch nicht über diese Plattform angesehen werden; es gibt lediglich Zusammenfassungen und Interviews vor und nach den Spielen. Insgesamt können eine Vielzahl spanischer Sportarten und Wettbewerbe angesehen werden, ausgenommen sind jedoch normalerweise kostenpflichtige Inhalte (z. B. Basketball-Ligen, Tennis-Turniere).
Ende 2019 hatte die Plattform über 400.000 registrierte Nutzer und bot Inhalte zu 30 verschiedenen Sportarten.

### Frauenfußball
Im Jahr 2015 wurde ein spezielles Department ins Leben gerufen, um den Frauenfußball zu untersuchen, zu fördern und die Vereine bei Entscheidungen zur Professionalisierung und Sichtbarkeit der Spielerinnen und Spiele zu unterstützen. Diese Maßnahme markierte einen wichtigen Schritt zur Stärkung des Frauenfußballs in Spanien.
Eine bedeutende Initiative war die Gründung der Asociación de Clubes de Fútbol Femenino im Jahr 2015. Ziel dieser Vereinigung ist es, Aktivitäten zu fördern, die zur Weiterentwicklung des Frauenfußballs beitragen. Sie begann mit 13 Gründungsmitgliedern und ist bis 2020 auf 69 teilnehmende Clubs angewachsen.

### LALIGA Foundation
La Fundación del Fútbol Profesional ist eine private Kulturorganisation, die auf Initiative und einstimmigen Beschluss der Generalversammlung der Liga Nacional de Fútbol Profesional gegründet wurde. Sie besitzt eine eigene juristische Persönlichkeit, ist gemeinnützig und verfügt über volle funktionale Autonomie. Rechtlich wurde sie am 5. Februar 1993 etabliert.
Die Hauptziele der Fundación del Fútbol Profesional umfassen die Förderung, Finanzierung, Forschung und Entwicklung kultureller Aktivitäten im Allgemeinen sowie speziell im Bereich der körperlichen Kultur und des Fußballsports.
Zur Verwirklichung ihrer Ziele führt die Fundación del Fútbol Profesional kulturelle Aktivitäten durch, darunter die Vergabe von Stipendien und Studienbeihilfen für die Ausbildung, Vorbereitung und Forschung im Sportbereich, die Durchführung von Kunstwettbewerben, Ausstellungen, Konferenzen, Publikationen, Jugendfußballturnieren sowie anderen kulturellen und sportlichen Veranstaltungen.
Seit 2017 organisiert die Fundación del Fútbol Profesional die LaLiga Genuine, eine Fußballliga für Menschen mit intellektueller Behinderung, an der 36 LaLiga-Vereine teilnehmen. Neben anderen sozialpädagogischen Aktivitäten wurde seit 2020 das LALIGA Za'atari Social Project ins Leben gerufen, das im Flüchtlingslager Za'atari in Jordanien stattfindet.

### LaLiga Academy
La Liga Nacional de Fútbol Profesional (LaLiga) organisiert das LaLiga Campus in Zusammenarbeit mit der Asociación Nacional de Entrenadores de Fútbol (Nationale Vereinigung der Fußballtrainer) und dem Ministerio de Cultura.
Das LaLiga Campus ist eine professionelle Fußballerfahrung, bei der Kinder im Alter von 8 bis 13 Jahren lernen, trainieren und spielen können. Es bietet eine umfassende menschliche und sportliche Erfahrung, bei der pädagogische Werte, die in diesem Alter unerlässlich sind, mit dem Sport sowie mit Bildungs- und Ausbildungswerkstätten kombiniert werden. Die Einrichtungen, Trainer, Methoden und Ausrüstungen stammen von der Liga Nacional de Fútbol Profesional.

### LaLiga business school
Mit dem Ziel, zur Ausbildung von Managern im Fußball und anderen globalen Sportarten beizutragen, wurde die LaLiga Business School im Jahr 2018 ins Leben gerufen. In Zusammenarbeit mit der Universidad Francisco de Vitoria bietet sie postgraduale Studiengänge und verschiedene Weiterbildungskurse an: Master in Angewandtem Recht im professionellen Fußball, Master in Management, Methodologie und Analyse des Fußballs sowie Master in Globalem Sportmarketing. Darüber hinaus werden Kurse zu LaLiga eSports, Digitale Strategie und Daten sowie zum Making-of von Sportveranstaltungen angeboten. Alle Programme kombinieren theoretische und praktische Inhalte, die von führenden Fachleuten der Branche unterrichtet werden.

### Aktivitäten während der COVID-19-Pandemie
Während der COVID-19-Krise, als der Spielbetrieb vorübergehend ausgesetzt war, führte LaLiga eine Reihe von Aktivitäten durch, um die „Quédate en Casa“ (Bleib zu Hause)-Initiative zu unterstützen, indem sie Unterhaltungsinhalte für zu Hause schuf.
Die erste Aktion war das LaLiga Santander Challenge, ein FIFA 20-Turnier, bei dem echte Fußballer (einer von jedem Club der LaLiga) teilnahmen. Marco Asensio von Real Madrid C. F. gewann das Turnier, das von über einer Million Menschen verfolgt wurde und 180.000 Euro für den Kampf gegen COVID-19 sammelte.
Darüber hinaus organisierte LaLiga das LaLiga Santander Fest, ein Musikfestival mit bekannten Künstlern und Fußballspielern, die von zu Hause aus teilnahmen und dazu beitrugen, Mittel für den Kauf von medizinischem Material zu sammeln.
Während der Gesundheitskrise spendeten LaLigas Partner in China insgesamt 170.000 Schutzmasken. Insgesamt spendete LaLiga der spanischen Gesellschaft: 1.435.000 Hochrisiko-Schutzmasken, 115 nicht-invasive Beatmungsgeräte, 12.595 sterile Einweganzüge und 500.000 Paar Handschuhe.

## Sonstiges
Die Liga Nacional de Fútbol Profesional lehnt die European Super League ab, da diese eine exklusive und ausschließende Meisterschaft ist, die sportliche Verdienste nicht belohnt, die nationalen Ligen als Vehikel zur Qualifikation für die europäische Elite eliminiert und ihr Governance-Modell auf die Macht der reichen Teams stützt.